# Gary Dilley
Gary Dilley, född 15 januari 1945 i Washington, D.C., är en amerikansk före detta simmare.
Dilley blev olympisk silvermedaljör på 200 meter ryggsim vid sommarspelen 1964 i Tokyo.